# Westland Walrus
Westland Walrus – brytyjski samolot rozpoznawczy i pokładowy dla lotnictwa marynarki wojennej z okresu międzywojennego.

## Historia
Po  zakończeniu I wojny światowej w lotnictwie brytyjskim powstała koncepcja budowy samolotów rozpoznawczych dla lotnictwa marynarki wojennej. Aby zminimalizować koszty takich samolotów postanowiono zmodyfikować produkowane już samoloty dla takich potrzeb. Wybrano do tego samolot bombowy Airco DH.9A, a jego modyfikację zlecono wytwórni Armstrong Whitworth Aircraft. Powstał tam jedynie prototyp wyposażony w silnik Liberty 12 o mocy 400 KM, który otrzymał nazwę Tadpole. Prototyp był jednak nieudany i wytwórnia ostatecznie zrezygnowała z dalszych pracy nad nim.
Po rezygnacji wytwórni Armstrong Whitworth Aircraft, pracę nad samolotem podjęła się wytwórnia Westland Aircraft, która w 1921 roku opracowała na podstawie Airco DH.9A samolot, który otrzymał oznaczenie Westland Walrus, w którym zastosowano nowszy i mocniejszy silnik Napier Lion II o mocy 480 KM. Pierwszy lot prototypu odbył się w lutym lub marcu 1921 roku. 
Samolot ten został uznany za udany i rozpoczęto jego seryjną budowę, łącznie w latach 1921–1923 zbudowano 36 samolotów tego typu.

## Użycie w lotnictwie
Samoloty Westland Walrus już w 1921 roku trafiły do dywizjonów rozpoznawczych Royal Navy. Jako pierwszy otrzymała go 3 Dywizjon Obserwacyjny w Gosport. Później kolejno otrzymały go następne dywizjony: 420 i 421 stacjonujący na lotniskowcu HMS „Furious”, 422 stacjonujący na HMS „Eagle” i 423 stacjonujący na HMS „Argus”.
Samoloty te były użytkowane do 1925 roku, kiedy to został zastąpione przez nowe specjalnie już zbudowane pokładowe samoloty rozpoznawcze Avro Bison.

## Opis techniczny
Samolot Westland Walrus był dwupłatem o konstrukcji mieszanej. Kabina załogi odkryta, osobna dla każdego członka załogi. Napęd stanowił 12-cylindrowy silnik Napier Lion II, chłodzony cieczą. Samolot uzbrojony był w dwa karabiny maszynowy: jeden stały Vickers – umieszczony na kadłubie i obsługiwany przez pilota, a drugi ruchomy Lewis umieszczony na obrotnicy Scarffa – obsługiwany przez obserwatora. Samolot miał stałe podwozie, jak również był wyposażony w dwa pływaki umieszczone pod obu stronach kadłuba, co umożliwiało mu lądowanie na wodzie.